# Poder Nacional Integral
El Poder Nacional Total (PNT) (en chino simplificado, 综合国力; pinyin, zōnghé guólì) es un supuesto índice compuesto para valorar el poder general de un estado nación, importante dentro del pensamiento político contemporáneo de la República Popular China. El PNT puede ser calculado numéricamente mediante la combinación de varios índices cuantitativos para crear un solo número retenido para medir el poder de una nación estado. Estos índices tienen en cuenta tanto los factores militares (conocidos como poder duro) y los factores económicos y culturales (conocidos como poder blando). El PNT se caracteriza por ser un concepto político original de China, sin raíces, ya sea en la teoría política contemporánea occidental, marxismo-leninismo, o en el pensamiento chino previo al siglo xx.

Existe un consenso general de que Estados Unidos es la nación con el mayor PNT, y que el PNT de China continental no solo está muy por detrás de los Estados Unidos, sino también detrás del Reino Unido, Rusia, Francia y Alemania. Aunque algunas evaluaciones occidentales de China sugieren que China será capaz de igualar o superar a los Estados Unidos en el siglo xxi, las proyecciones más recientes del PNT de China sugieren que este resultado es poco probable.
De acuerdo a Informes de Política y Seguridad Internacionales publicado en enero de 2006 en el Libro Amarillo de Política Internacional por la Centro de Ciencias Sociales, un think tank chino patrocinado por el gobierno, la lista de los diez países con la mayor puntuación de PNT fueron los siguientes:
| Posición | País           | Puntuación |
| -------- | -------------- | ---------- |
| 1        | Estados Unidos | 90,62      |
| 2        | Reino Unido    | 65,04      |
| 3        | Rusia          | 63,03      |
| 4        | Francia        | 62,00      |
| 5        | Alemania       | 61,93      |
| 6        | China          | 59,10      |
| 7        | Japón          | 57,84      |
| 8        | Canadá         | 57.09      |
| 9        | Corea del Sur  | 53,20      |
| 10       | India          | 50,43      |

Dentro del pensamiento político chino, el principal objetivo del estado chino es maximizar el PNT de China. La inclusión de los factores económicos y medidas de poder blando dentro de la mayoría de los índices de PNT tiene la intención de impedir que China cometa el error de la Unión Soviética de sobreinvertir en el ejército a expensas de la economía civil.
Un índice bastante simple y eficaz ha sido desarrollado por Chin-Lung Chang. Utiliza masa crítica, capacidad económica y capacidad militar. Debido a sus indicadores, a menudo es repetible y fácil de definir, por lo que es comparable al índice de desarrollo humano en comprensión y fiabilidad.
Un nuevo libro titulado Comprehensive National Power - A Model for India, el cual es un proyecto de la United Service Institution de la India, explica cómo el PNT se calcula y también muestra varios métodos de cálculo con varias tablas, gráficas y diagramas.[cita requerida]